# برایان داتون
برایان داتون (انگلیسی: Bryan Dutton؛ ۱ مارس ۱۹۴۳ – ) فرد نظامی اهل بریتانیا بود. وی همچنین برندهٔ جوایزی همچون نشان حمام و نشان امپراتوری بریتانیا شده‌است.